# День отца (фильм)
«День отца» (англ. Fathers’ day) — американская комедия, ремейк французского фильма «Папаши» 1983 года.
Двое отцов — Джек Лоуренс (Билли Кристал) и Дэйл Патли (Робин Уильямс) — разыскивают сбежавших из дома семнадцатилетних сыновей. В процессе поиска выясняется, что они ищут одного и того же парня.

## В ролях
| Актёр              | Роль              |
| ------------------ | ----------------- |
| Робин Уильямс      | Дэйл Патли        |
| Билли Кристал      | Джек Лоуренс      |
| Джулия Луи-Дрейфус | Кэрри Лоуренс     |
| Настасья Кински    | Коллетт Эндрюс    |
| Чарли Хофхаймер    | Скотт Эндрюс      |
| Брюс Гринвуд       | Боб Эндрюс        |
| Пэтти Д’Арбанвилл  | Ширли Трейнор     |
| Джаред Харрис      | Ли                |
| Мел Гибсон         | Скотт             |
| Мэри Маккормак     | Вирджиния Фаррелл |

## Награды и номинации
- Номинация на премию «Золотая малина» в категории «Худшая актриса второго плана» (Джулия Луи-Дрейфус)[2].